# OTI 1991
La XX edición del Gran Premio de la Canción Iberoamericana o el Festival de la OTI fue celebrada los días 13 y 14 de diciembre de 1991 en el Centro de Convenciones de Acapulco, la ciudad en el que volvería a albergar el festival después de 15 años. Los presentadores de la semifinal fueron Eduardo Capetillo, Gloria Calzada y Rebecca de Alba. El presentador de la final en el que fue por quinta vez en la historia del Festival de la OTI como es el caso de Raúl Velasco, en el que se convertiría así en la persona con más ediciones del festival en el que ha conducido a lo largo de la historia del certamen.

## Desarrollo
Se destaca en el que, en una innovación organizativa, se desarrolló una semifinal en la primera jornada, entre los 24 países participantes, para luego, en el segundo día, dejar a los 10 finalistas entre los cuales se dirimiría el podio del vencedor. A su vez, es el primer año en el que participa la representación de Cuba, en el que finalmente salía de su aislamiento tras la caída de los llamados socialismos reales; de hecho la televisión cubana se alcanzó a sobrepasar la semifinal, llegando a una segunda jornada. 
Se destacó la participación Claudia Brant con quien se quedó con el primer lugar del festival representando a Argentina y quien tres años más tarde se alzara con el primer premio en el Festival de la Canción de Viña del Mar. Además se destaca la participación de la cantante portuguesa Dulce Pontes quien representaba a Portugal y que meses antes había representado a su país homónimo en el Festival de la Canción de Eurovisión 1991. También llama la atención de la canción rumba llamada Bésame que es interpretado por Joel y de autoría del afamado cantante Peret, quien representaría a España en el Festival de la Canción de Eurovisión 1974.
Se destacaba la participación de la folklorista Eva Ayllón en representación a Perú, considerada por muchos la sucesora de Chabuca Granda, pero no pasó a la final, algo que tampoco logró la popular Jacqueline Estévez, representante de la República Dominicana.
Además en 1991 se dieron la cita a varios de los repetidores que tampoco lograrían pasar a la final como es el caso de: el grupo arubeño Trío Huazteca (quien representó a Antillas Neerlandesas en el Festival de la OTI de 1978), el guatemalteco Sergio Iván (quien compitió en el Festival de la OTI de 1981) y el uruguayo Daniel Montero (concursante del Festival de la OTI de 1988). El único repetidor que alcanzó a la final fue el representante de Canadá, Alberto Olivera, quien ya había participado en el Festival de la OTI de 1987.
Finalmente, el podio fue encabezado por Argentina con el melancólico tema A dónde estás ahora, en el segundo lugar fue para  Colombia y en el tercer lugar fue para la representación local de México. La clasificación de las demás finalistas se desconoce puesto que el jurado solo hizo pública la posición de las tres primeras canciones. 
Como venía siendo habitual desde 1989 se concedieron premios monetarios a los tres primeros lugares: 30.000 dólares para el ganador, 20.000 dólares para el segundo lugar y 10 000 dólares para el tercer lugar, 50% para el compositor y 50% para el intérprete en todos los casos.

## Participantes
| País                 | Título de la canción                 | Título de la canción          |
| País                 | Artista                              | Idioma                        |
| -------------------- | ------------------------------------ | ----------------------------- |
| Argentina            | «A donde estas ahora»                | «A donde estas ahora»         |
| Argentina            | Claudia Brant                        | Español                       |
| Aruba                | «Mi buena amiga»                     | «Mi buena amiga»              |
| Aruba                | Trío Huazteca                        | Español                       |
| Bolivia              | «No eres ya tú»                      | «No eres ya tú»               |
| Bolivia              | Grupo Solocanto                      | Español                       |
| Canadá               | «Si tu te vas»                       | «Si tu te vas»                |
| Canadá               | Alberto Olivera                      | Español                       |
| Chile                | «Haciendo musica»                    | «Haciendo musica»             |
| Chile                | Claudio Escobar                      | Español                       |
| Colombia             | «Consejos, canción a mi hijo»        | «Consejos, canción a mi hijo» |
| Colombia             | Juan Carlos Coronel                  | Español                       |
| Costa Rica           | «Todos es para ti»                   | «Todos es para ti»            |
| Costa Rica           | Angelus                              | Español                       |
| Cuba                 | «Si todos saben de ti»               | «Si todos saben de ti»        |
| Cuba                 | Delia Díaz de Villegas               | Español                       |
| Ecuador              | «Para escribir una canción»          | «Para escribir una canción»   |
| Ecuador              | Juan Carlos Córdova                  | Español                       |
| El Salvador          | «Esta noche no»                      | «Esta noche no»               |
| El Salvador          | Rosa María Aguilar                   | Español                       |
| España               | «Bésame»                             | «Bésame»                      |
| España               | Joel                                 | Español                       |
| Estados Unidos       | «Que poca fe»                        | «Que poca fe»                 |
| Estados Unidos       | Elsa Ozuna                           | Español                       |
| Guatemala            | «Yo quiero, yo puedo»                | «Yo quiero, yo puedo»         |
| Guatemala            | Sergio Iván                          | Español                       |
| Honduras             | «Sembrando cantos»                   | «Sembrando cantos»            |
| Honduras             | Max Jovel Argueta y Mauricio Medina  | Español                       |
| México               | «Barrio viejo»                       | «Barrio viejo»                |
| México               | Rodolfo Muñiz                        | Español                       |
| Nicaragua            | «América en mis entrañas»            | «América en mis entrañas»     |
| Nicaragua            | Marta Baltodano                      | Español                       |
| Panamá               | «Océano y gaviota»                   | «Océano y gaviota»            |
| Panamá               | Juan Carlos Rodríguez y Lolo Ledezma | Español                       |
| Paraguay             | «Hoy ha vuelto el amor»              | «Hoy ha vuelto el amor»       |
| Paraguay             | Adrián Barreto                       | Español                       |
| Perú                 | «Enamorada de estar aquí»            | «Enamorada de estar aquí»     |
| Perú                 | Eva Ayllón y Fahed Mitre             | Español                       |
| Portugal             | «Ao Sul da América»                  | «Ao Sul da América»           |
| Portugal             | Dulce Pontes                         | Portugués                     |
| Puerto Rico          | «Nuestra voz»                        | «Nuestra voz»                 |
| Puerto Rico          | José Juan Tañón                      | Español                       |
| República Dominicana | «Cuando el amor se va»               | «Cuando el amor se va»        |
| República Dominicana | Jacqueline Estévez                   | Español                       |
| Uruguay              | «Salvaje»                            | «Salvaje»                     |
| Uruguay              | Daniel Mantero                       | Español                       |
| Venezuela            | «Podría suceder»                     | «Podría suceder»              |
| Venezuela            | Jesús Alfredo Ruiz                   | Español                       |

## Resultados
</FONT

| #                                                | País                 | Artista(s)                           | Canción                     | Posición | Puntuación |
| ------------------------------------------------ | -------------------- | ------------------------------------ | --------------------------- | -------- | ---------- |
| 01                                               | Perú                 | Eva Ayllón y Fahed Mitre             | Enamorada de estar aquí     | 14       |            |
| 02                                               | Panamá               | Juan Carlos Rodríguez y Lolo Ledezma | Océano y gaviota            | 18       |            |
| 03                                               | El Salvador          | Rosa María Aguilar                   | Esta noche no               | 13       |            |
| 04                                               | Paraguay             | Adrián Barreto                       | Hoy ha vuelto el amor       | 12       |            |
| 05                                               | Colombia             | Juan Carlos Coronel                  | Consejos, canción a mi hijo | 2        |            |
| 06                                               | Honduras             | Max Jovel Argueta y Mauricio Medina  | Sembrando cantos            | 21       |            |
| 07                                               | Cuba                 | Delia Díaz de Villegas               | Si todos saben de ti        | 9        |            |
| 08                                               | Canadá               | Alberto Olivera                      | Si tú te vas                | 4        |            |
| 09                                               | Costa Rica           | Angelus                              | Todo es para ti             | 10       |            |
| 10                                               | Puerto Rico          | José Juan Tañón                      | Nuestra voz                 | 20       |            |
| 11                                               | Uruguay              | Daniel Mantero                       | Salvaje                     | 15       |            |
| 12                                               | República Dominicana | Jacqueline Estévez                   | Cuando el amor se va        | 16       |            |
| 13                                               | Ecuador              | Juan Carlos Córdova                  | Para escribir una canción   | 24       |            |
| 14                                               | México               | Rodolfo Muñiz                        | Barrio viejo                | 3        |            |
| 15                                               | España               | Joel                                 | Bésame                      | 6        |            |
| 16                                               | Bolivia              | Grupo Solocanto                      | No eres ya tú               | 11       |            |
| 17                                               | Chile                | Claudio Escobar                      | Haciendo música             | 7        |            |
| 18                                               | Argentina            | Claudia Brant                        | A dónde estás ahora         | 1        |            |
| 19                                               | Venezuela            | Jesús Alfredo Ruiz                   | Podría suceder              | 23       |            |
| 20                                               | Portugal             | Dulce Pontes                         | Ao Sul da América           | 5        |            |
| 21                                               | Aruba                | Trío Huazteca                        | Mi buena amiga              | 17       |            |
| 22                                               | Guatemala            | Sergio Iván                          | Yo quiero, yo puedo         | 22       |            |
| 23                                               | Estados Unidos       | Elsa Ozuna                           | Qué poca fe                 | 8        |            |
| 24                                               | Nicaragua            | Marta Baltodano                      | América en mis entrañas     | 19       |            |
| Lugar: Centro de Convenciones - Acapulco, México |                      |                                      |                             |          |            |

## Miembros del jurado internacional
Los miembros del jurado internacional fueron los siguientes:
| País           | Jurado                |
| -------------- | --------------------- |
| España         | José Luis Perales     |
| México         | Yuri                  |
| Estados Unidos | Vikki Carr            |
| Chile          | Fernando Ubiergo      |
| Venezuela      | Simón Díaz            |
| Brasil         | Nelson Ned            |
| México         | Randy Maldonado Sáenz |